# Schizopolis
Schizopolis és una comèdia experimental estatunidenca de Steven Soderbergh estrenada el 1996. El director es posa ell mateix en escena així com la seva dona de l'època, Betsy Brantley, en una pel·lícula totalment delirant i satírica i que no segueix en absolut un argument lineal.
La pel·lícula va ser presentada el 13 de setembre de 1996 al Festival Internacional de Cinema de Toronto.

## Argument
Schizopolis és una pel·lícula sobre el llenguatge a través de la història d'un home, del que li agradaria ser i de la seva dona....

## Repartiment
- Steven Soderbergh: Fletcher Munson/Dr. Jeffrey Korchek
- Betsy Brantley: La Sra. Munson/ Belle n°2
- David Jensen: Elmo Oxygen
- Mike Malone: T. Azimuth Schwitters
- Eddie Jemison: L'home de les xifres sense nom
- Scott Allen: L'home dretà
- Katherine La Nasa: Diane
- Silas Cooper: L'home de la parella misteriosa
- Liann Pattison: La dona de la parella misteriosa
- Sarah Soderbergh: la filla de Fletcher Munson
- Peter Soderbergh: Lester Richards

## Al voltant de la pel·lícula
- Soderbergh ha volgut verdaderament fer una pel·lícula amb molt petit pressupost. Per exemple David Jensen que interpreta el personatge d'Elmo Oxygen és igualment el director de càsting de la pel·lícula. A més, hi ha alguns membres de la seva família al càsting: la seva filla Sarah Soderbergh, i el seu pare Peter Soderbergh.
- La pel·lícula no implica cap crèdit. Hi ha just algunes informacions de copyright al final de la pel·lícula.
- El personatge principal encarnat pel mateix Soderbergh, treballa per a T. Azimuth Schwitters, l'amo d'una companyia d'"estil de vida" i de "religió" anomenada Eventualism.
- El personatge de Lester Richards és una referència al director americà Richard Lester, que Steven Soderbergh considera com el seu mentor i del qual és seguidor.
- Schizopolis va ser rodada durant nou mesos,[1] des del març de 1995. Comptà amb un pressupost de només 250.000 dòlars.
- La pel·lícula es va estrenar al Festival de Cannes com una sorpresa, el 18 de maig de 1996,[2] on va ser mal rebuda. Això va impulsar els cineastes a afegir la introducció i la conclusió inspirades en el teatre de Cecil B. DeMille com a manera de considerar que la pel·lícula era "irònica i d'autoservei".[3]
- Les crítiques sobre la pel·lícula són mesclades; va rebre una qualificació del 59% en la revisió de Rotten Tomatoes,[4] i "revisions mixtes o mitjanes" a Metacritic.[5]